# 78431 Kemble
78431 Kemble è un asteroide della fascia principale. Scoperto nel 2002, presenta un'orbita caratterizzata da un semiasse maggiore pari a 2,4427737 UA e da un'eccentricità di 0,1508458, inclinata di 2,99582° rispetto all'eclittica.
L'asteroide è dedicato all'astrofilo Lucian J. Kemble, eponimo dell'asterismo noto come Cascata di Kemble.